# Мікени
Міке́ни (дав.-гр. Μυκη̃ναι, також дав.-гр. Μυκήνη, грец. Μυκηναι) — давньогрецьке місто в північній частині Арголіди, на півострові Пелопонес, південна Греція.
Під час розкопок з 1876 року після тріумфального відкриття Трої німецький підприємець і філеллініст Генріх Шліман знайшов палац, толос, величні стіни, будинки ремісників стародавніх Мікен.
1999 року комплекс археологічних ділянок Мікен та Тиринфу як найяскравіших пам'яток мікенської цивілізації занесений ЮНЕСКО до списку переліку об'єктів світової спадщини в Греції.

## Міфологія
Події багатьох давньогрецьких міфів та легенд відбуваються в Арголіді та Мікенах зокрема. Основні, пов'язані з Мікенами, міфи оповідають про те, що місто побудував легендарний Персей, син Зевса. Величні стіни мікенських укріпленнь побудували кіклопи, рід велетнів, тому будь-яку кладку з грубо витесаних кам'яних брил величезного розміру прийнято називати кіклопічною.
Назву місто отримало нібито тому, що, коли Персея мучила спрага, на цьому місці виріс гриб( грец. - mykos) і з нього потекла вода.
Місто вважалося місцем перебування нащадків Даная, Пелопідів, за яких посилився сусідній Аргос, що спромігся підпорядкувати собі Мікени. Однак найбільше Мікени відомі як резиденція царів Еврістея, онука Персея, царя Атрея та його сина Агамемнона; дружини Агамемнона Клітемнестри та їхніх дітей — Електри й Ореста.

## Історія
Мікени розташовувалися на скелястому хребті, нависаючи зі сходу над проходом, яким можна було потрапити з Пелопоннесу на північ Греції. У зв'язку з важливою роллю, яку місто відігравало у доісторичну епоху, «мікенським» називають останній період доісторичної цивілізації в Греції, іменований ще III пізньоелладським (близько 1400—1100 до н. е.). Іноді термін «мікенський» застосовують до всієї пізньоелладської цивілізації (1600—1100 до н. е.).
У III-му тисячолітті до н. е. Мікени мали вигляд невеликого поселення, а з XVII століття до н. е. стали столицею однієї з держав ахейців. Розквіт Мікен припадає на 1400—1200 роки до н. е. Близько 1200 року до н. е. місто загинуло від пожежі, імовірно, під час дорійського вторгнення. В мікенську добу Мікени були царською резиденцією, їхня влада поширювалася на територію, яка, ймовірно, набагато перевершувала всі подібні державні утворення тієї епохи в даному регіоні і охоплювала всю північну частину Пелопоннесу.
Згодом Мікени поступово втратили своє значення, хоча під час греко-перських воєн вони посилали воїнів до Фермопіл і Платей. Аргівяни, які продовжували зберігати у війні ганебний нейтралітет, розсердившись на дії Мікен та скориставшись моментом, напали на місто разом з мешканцями міст Тегея і Клеони в 463 до н. е. Брак харчів змусив мікенців залишити укріплене місто, так Мікени були майже повністю знищені Аргосом, проте нечисленні мешканці зберігалися тут протягом усього періоду еллінізму.
Пізніше вони частиною вирушили у Керінію в Ахеї, а частиною у Македонію, де вже царював Александр Македонський. Історик Павсаній описує вцілілі на той час значні залишки міста: кіклопічну окружну стіну з Левовими воротами, скарбницю Атрея і гробниці Атрея та Агамемнона. До 2 століття н. е. місто повністю покинуте.

## Археологічні розкопки
Перші розкопки в Мікенах проведені 1841 року грецьким археологом Кіріакосом Піттакісом. Він відкрив Левові ворота та відреставрував їх. Розкопками, проведеними в період 1874—1876 років Генріхом Шліманом, виявлена Скарбниця Атрея та численні артефакти. Подальші наукові розкопки в Мікенах нерегулярно проводили після 1886 року грецькими вченими, переважно Христосом Цунтасом, а планомірні дослідження проводилися тут в період 1920—1923 років під керівництвом Алана Вейса для Британської школи в Афінах. В середині 20 століття розкопки Мікен здійснював один з провідних грецьких археологів століття Георгіос Мілонас.
Головні отримані результати можуть бути згруповані за трьома категоріями: шахтні гробниці; поховання за межами міських стін, укріплення і палац.

### Шахтні гробниці

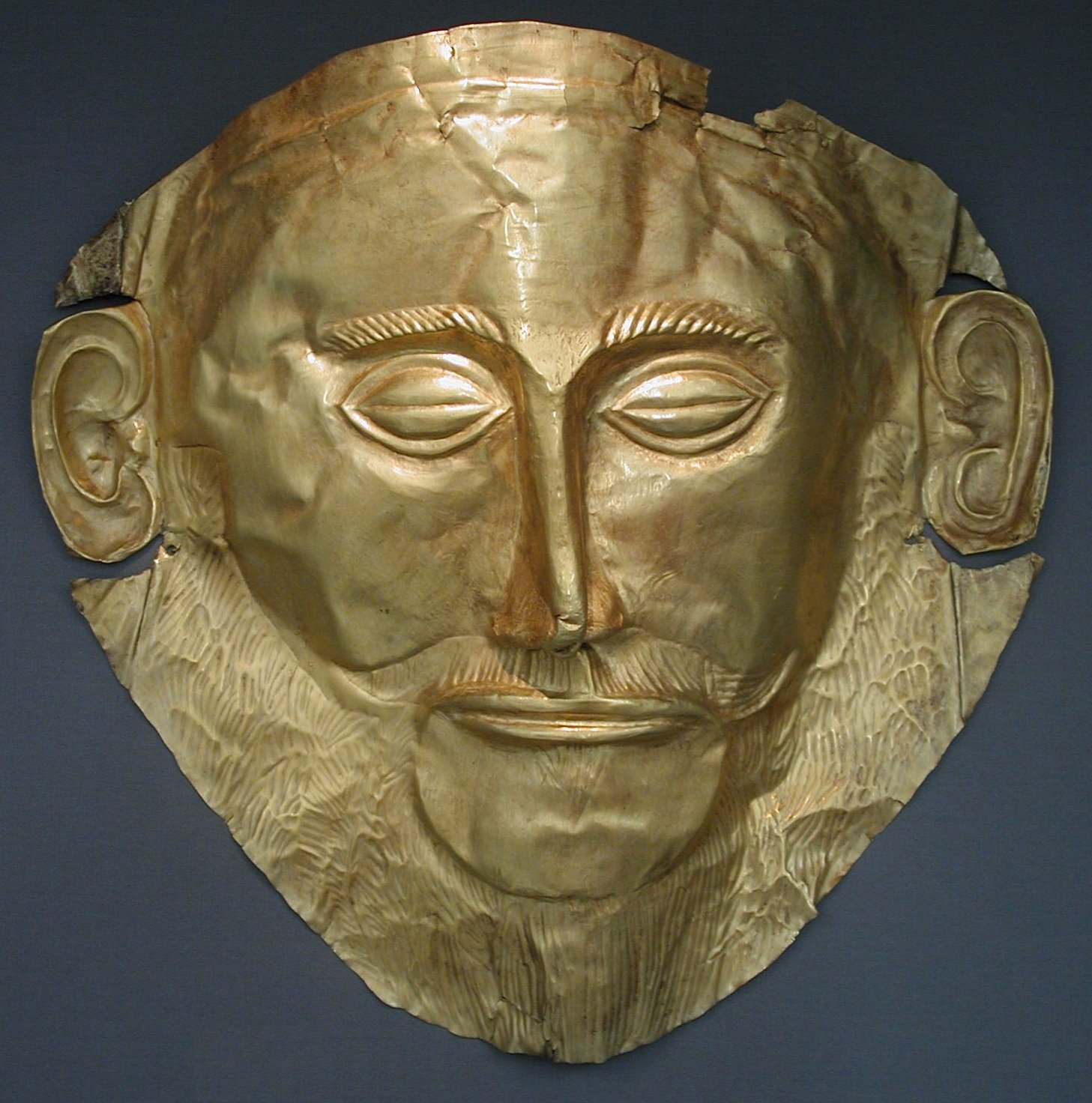
Золота Маска Агамемнона, в Національному археологічному музеї Афін

Шахтні гробниці, виявлені в Мікенах Шліманом в 1876 році, являють собою найбільш ранні з об'єктів в цьому місці, предметів, що належать до неоліту, тут немає, а ранньо- та середньоелладські знахідки вкрай незначні. Предмети, знайдені в гробницях, належать до перехідного від середньоелладського до пізньоелладською періоду і служать ілюстрацією до зв'язків, які існували між Грецією та Критом близько 16 століття до н. е.
Ці гробниці являють собою шість великих кам'яних колодязів, що розташовані на території, яка була згодом обнесена стіною. У колодязях знайдено 19 скелетів, один з яких зберігся в частково муміфікованому вигляді. На обличчях кількох похованих були маски з карбованого золота, зокрема, так звана, Маска Агамемнона нині експонується в Національному археологічному музеї Афін.
У похованнях знайдені скарби — предмети із золота, срібла та бронзи, в тому числі ювелірні вироби, чаші, мечі, обручки та інші об'єкти. Серед останньої категорії — численні золоті диски та пластинки з карбуванням або тисненням на них у вигляді восьминогів, розеток та інших форм, типових для мікенських поховань: вони могли прикрашати одяг або використовуватись як прикраси для трун чи іншого оздоблення. Тут були також бронзові кинджали з руків'ями із карбованого золота і малюнками на клинках, виконаними в техніці золотої та срібної інкрустації. На двох з них містяться сцени полювання, зображені у живій, виразній манері. Загальна вага знайденого тут золота — понад 14 кг.

### Поховання за межами міських стін

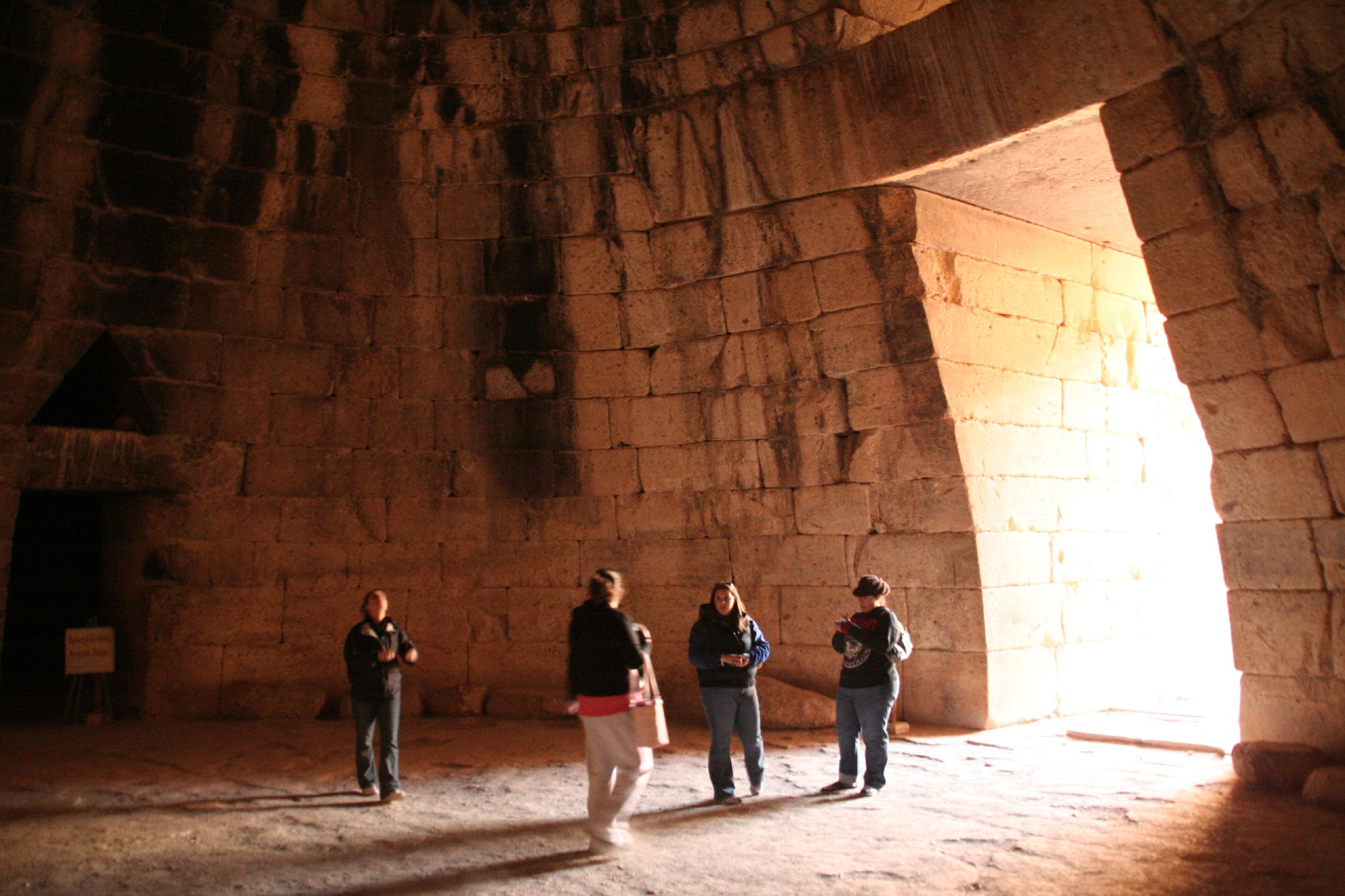
Внутрішнє приміщення Гробниці Атрея

За межами міста знайдені 9 купольних гробниць, або толосів, і велика кількість камерних гробниць. Купольні гробниці, які належать до 15 і 14 століть до н. е., — підземні склепінчасті споруди у формі архаїчного вулика, з високим куполом, у який потрапляли із коридору, або дромоса. Після поховання вхідний отвір закладали каменем, а дромос заповнювали землею, проте часто його знову розривали, використовуючи гробницю кілька разів. Купол споруджений за принципом несправжнього консольного зводу. Щоб розвантажити вхідний одвірок від навантаження, над нею споруджувалася несправжня арка, під якою зазвичай залишалося трикутний порожній простір. Можна припускати, що його заповнювали орнаментальні плити.
Найзначніший за розміром толос, він також найпізніший, називається нині Гробницею Атрея, або Скарбницею Атрея, складений із кам'яних блоків неймовірних розмірів. Було підраховано, що більша з двох балок притолоки важить близько 120 т. Вхідний отвір обрамляли дві напівколони з вигадливою різьбою, склепіння купола прикрашали бронзові розетки і горизонтальний пояс. Звід мав 15 м в діаметрі і піднімався вгору на 13 м, з одного його боку відкривався вхід в іншу поховальну камеру, яка, судячи з усього, залишилася незавершеною. Як і більшість подібних гробниць, гробниця Атрея розграбована ще у давнину. Камерні гробниці мали вигляд вирубаних у схилі гори прямокутних кімнат, куди потрапляли із дромоса. Вважається, що це гробниці заможних або навіть княжих, але не царських сімей. Деякі з них належать до 16 і 15 століть до н. е., але здебільшого вони належать до 14-12 століть до н. е.

### Укріплення і палац

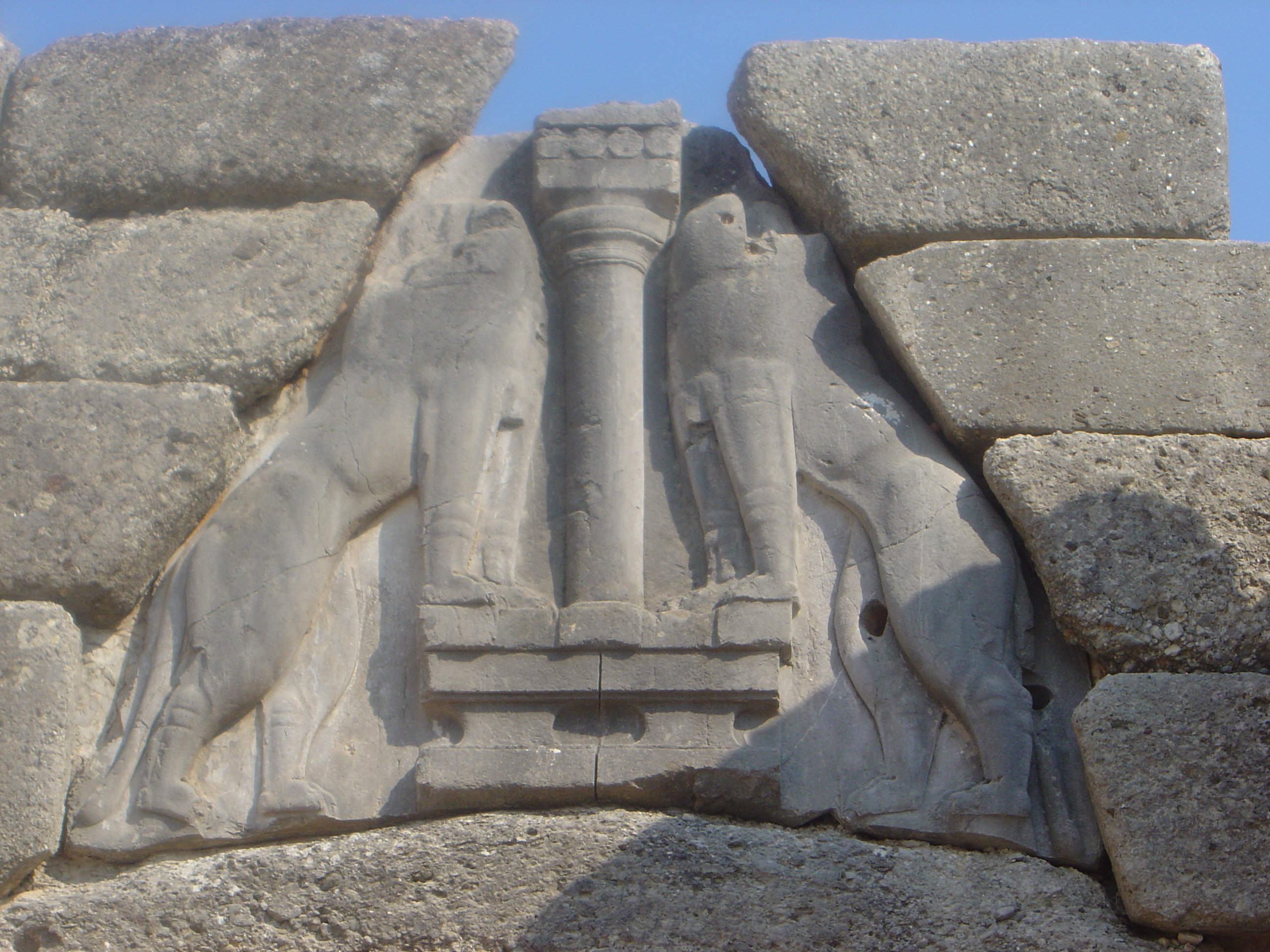
Трикутна плита Левових воріт

Найбільш пізні за часом об'єкти, виявлені в Мікенах, — палац і стіни фортеці. Ймовірно, вони належать до 14 століття до н. е., хоча є незначні залишки палацу 16-15 століть до н. е., що мав куди скромніші розміри. Збережені фортечні стіни, споруджені з колосальних кам'яних брил, грубо висічених, але відмінно пригнаних, не мають веж, проте ворота добре захищені бастіонами по сторонах.
Над входом, який здобув назву Левові ворота, встановлена трикутна плита, на якій викарбувані дві левиці, а між ними — колона, причому передні лапи левиць спираються на її підніжжя. Це єдиний вцілілий твір монументальної скульптури, що належить до даного періоду. Увійшовши у ворота, відвідувач опиняється на відкритому просторі, який в основному зайнятий огорожею, що йде по колу, утвореною двома рядами поставлених на ребро кам'яних плит: вони відзначають місця більш ранніх шахтних гробниць. Усередині цієї загородки були надгробки, на деяких висічені людські фігури.
Між колом огорожі і стіною розташовувалися будинки і складські приміщення. Пандусом звідси можна піднятися до погано збереженого палацу, в який входили по двомаршевих сходах у мінойському стилі із церемоніальними прийомними покоями. Нагорі сходів знаходився прямокутний двір, куди виходила велика зала, або мегарон, що складається з портика з двома колонами, приймальні та прямокутної головної зали. В останній розташовувалось круглої форми вогнище, яке було неодноразово розписане кольоровими візерунками на тонкому шарі штукатурки.
Чотири колони підтримували дах. Вище на горі було ще багато інших приміщень, але від них здебільшого не залишилося і сліду. У північно-західному куті укріпленої території існувало підземне джерело з резервуаром, до якого вели сходи в 83 ступені. Стародавня назва джерела — Персея. На вершині гори збереглись сліди архаїчного доричного храму, тут був виявлений важливий архаїчний рельєф, а також знайдені предмети, пов'язані з елліністичним періодом.

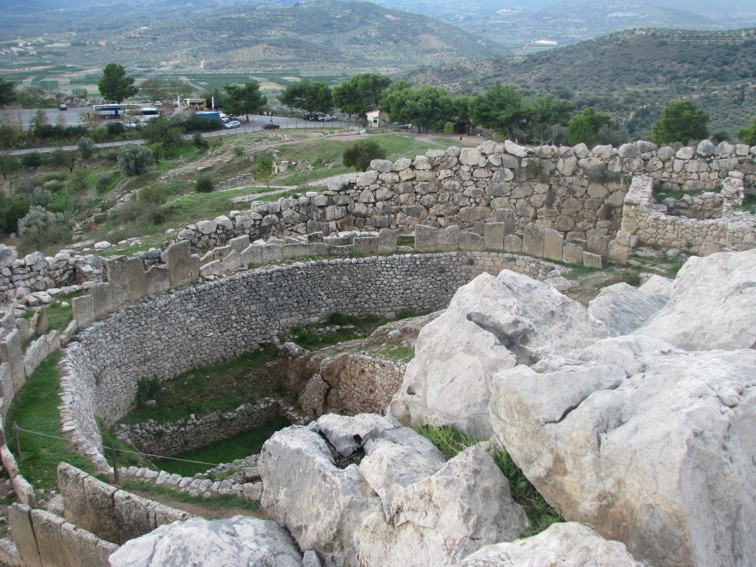
Мікени, 2012
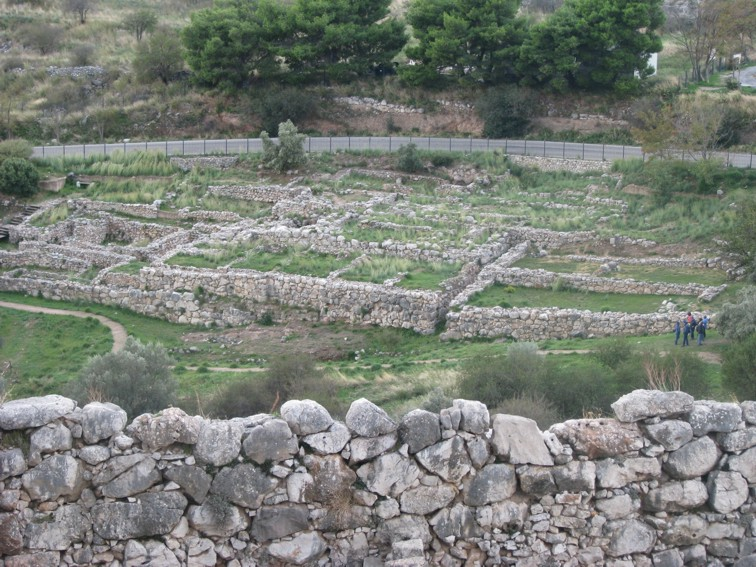
Мікени, 2012
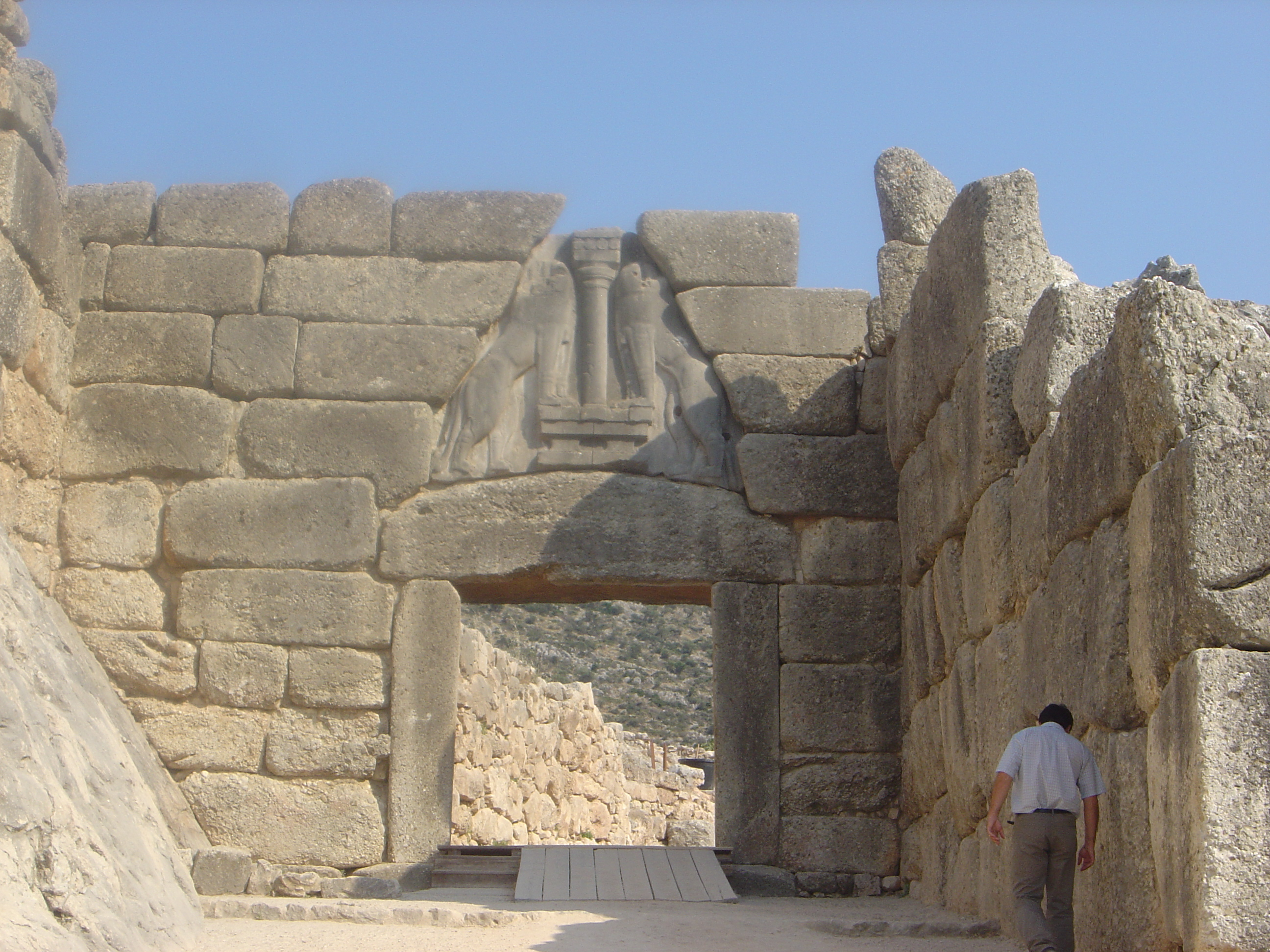
Левові ворота
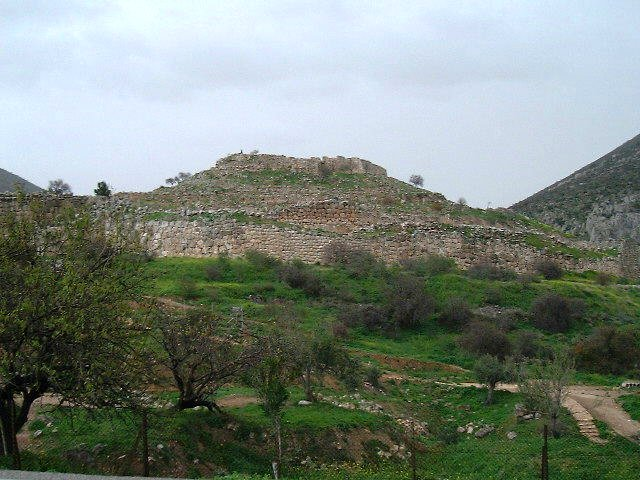
Акрополь. 2001

## Ресурси Інтернету
- Вікісховище має мультимедійні дані за темою: Мікени
- Микены//Реальный словарь классических древностей(рос.)
- Микены//Энциклопедия Кольера(рос.)
- Мікени. Пелопонес(укр.)